# Columnea ultraviolacea
Columnea ultraviolacea là một loài thực vật có hoa trong họ Tai voi. Loài này được J.F.Sm. & L.E.Skog mô tả khoa học đầu tiên năm 1993.